# Nimitz (lớp tàu sân bay)
Tàu sân bay lớp Nimitz là một lớp mười tàu sân bay chạy bằng năng lượng hạt nhân đang
hoạt động trong Hải quân Hoa Kỳ. Chiếc dẫn đầu của lớp được đặt tên theo Tổng Tư lệnh Hạm đội Thái Bình Dương Hoa Kỳ trong Thế chiến II, Chester W. Nimitz, ông là sĩ quan Hải quân Hoa Kỳ cuối cùng còn sống là Thủy sư đô đốc. Với tổng chiều dài 1.092 ft (333 m) và thể tích choán nước trên 100,000 tấn dài, chúng là những tàu chiến lớn nhất trên thế giới. Thay vì sử dụng turbine khí hay sử dụng hệ thống đẩy bằng điện-diesel như nhiều tàu chiến hiện đại khác, những tàu sân bay này sử dụng 2 lò phản ứng A4W hạt nhân tạo ra hơi nước áp lực cao làm xoay bốn trục cánh quạt. Tốc độ tối đa của tàu là trên 30 hải lý trên giờ (56 km/h) và công suất cực đại là vào khoảng 260.000 shp (190 MW).  Vì sử dụng năng lượng hạt nhân, các tàu sân bay này có thể hoạt động trong vòng 20 năm mà không cần nạp nhiên liệu và dự đoán có thời gian phục vụ là trên 50 năm.  Chúng được phân loại như là các tàu sân bay năng lượng hạt nhân và được đánh số liên tục từ CVN-68 đến CVN-77.
Mười tàu sân bay đều được đóng bởi công ty đóng tàu Newport News Shipbuilding ở Virginia. Nimitz, tàu đầu tiên của lớp, được đưa vào hoạt động ngày 3 tháng 5 năm 1975 và George H. W. Bush, chiếc thứ 10 và là tàu cuối cùng của lớp, được đưa vào hoạt động vào 10 tháng 1 năm 2009. Kể từ những năm 1970, tàu sân bay lớp Nimitz đã tham dự vào nhiều cuộc chiến và nhiều chiến dịch trên thế giới, bao gồm Chiến dịch Eagle Claw ở Iran,  Chiến tranh vùng vịnh, và gần đây nhất là ở Iraq và Afghanistan
Sân bay chéo góc của các tàu sân bay này sử dụng bố trí CATOBAR để vận hành máy bay, với ống phóng hơi nước và  dây bắt chụp cho việc phóng và hạ cánh máy bay.  Bố trí này làm việc cất hạ cánh nhanh hơn, và cho phép sử dụng nhiều loại máy bay khác nhau hơn so với bố trí STOVL sử dụng trên các tàu sân bay nhỏ hơn. Không đoàn được mang theo trên tàu sân bay bao gồm khoảng 90 máy bay có thể cất hạ cánh được từ tàu.  Các máy bay tiêm kích của không đoàn chủ yếu là F/A-18F Super Hornet và F/A-18C Hornet, sau khi các máy bay F-14 Tomcat nghỉ hưu.  Thêm vào các máy bay, các tàu sân bay này còn mang theo các vũ khí tự vệ tầm ngắn, chủ yếu cho phòng thủ tên lửa và chống máy bay.

## Mô tả
Tàu sân bay Nimitz có tổng chiều dài 1.092 ft (333 m) và thể tích nước choán chỗ lúc chở nặng là 100,000–104,000 tấn dài (102,000–106,000 tấn). Bề ngang của tàu ở mức nước là 135 ft (41 m) và chỗ rộng nhất của sàn bay là 251 ft 10 in đến 257 ft 3 in (77.76 m đến 78.41 m) (tùy kiểu tàu).  Thủy thủ đoàn có thể lên đến 3,200, không kể đến không đoàn gồm có 2,480 người.

### Xây dựng
Tất cả mười tàu của lớp Nimitz đều được đóng trong giai đoạn 1968-2006 tại công ty đóng tàu Newport News, Virginia, trong ụ khô lớn nhất bán cầu Tây - ụ khô số 12, dài 662m ở thời điểm hiện tại sau khi mở rộng quy mô.
Kể từ USS Theodore Roosevelt, tất cả các tàu đều được đóng theo cấu trúc mô-đun hóa (USS George H.W Bush được lắp từ 161 "siêu mô-đun"). Điều này có nghĩa là các phần được hàn thẳng hàng với nhau cùng các thiết bị điện được lắp sẵn, gia tăng hiệu quả. Nhờ cầu trục mà các mô-đun được đưa vào ụ và hàn lại. riêng với phần "bow", chúng có thể nặng tới 680 tấn. Phương thức này được phát triển bởi xưởng đóng tàu Ingalls, gia tăng hiệu suất làm việc vì những phần lắp ráp không cần phải hoàn thiện bên trong thân tàu đã hoàn thành

### Hệ thống đẩy

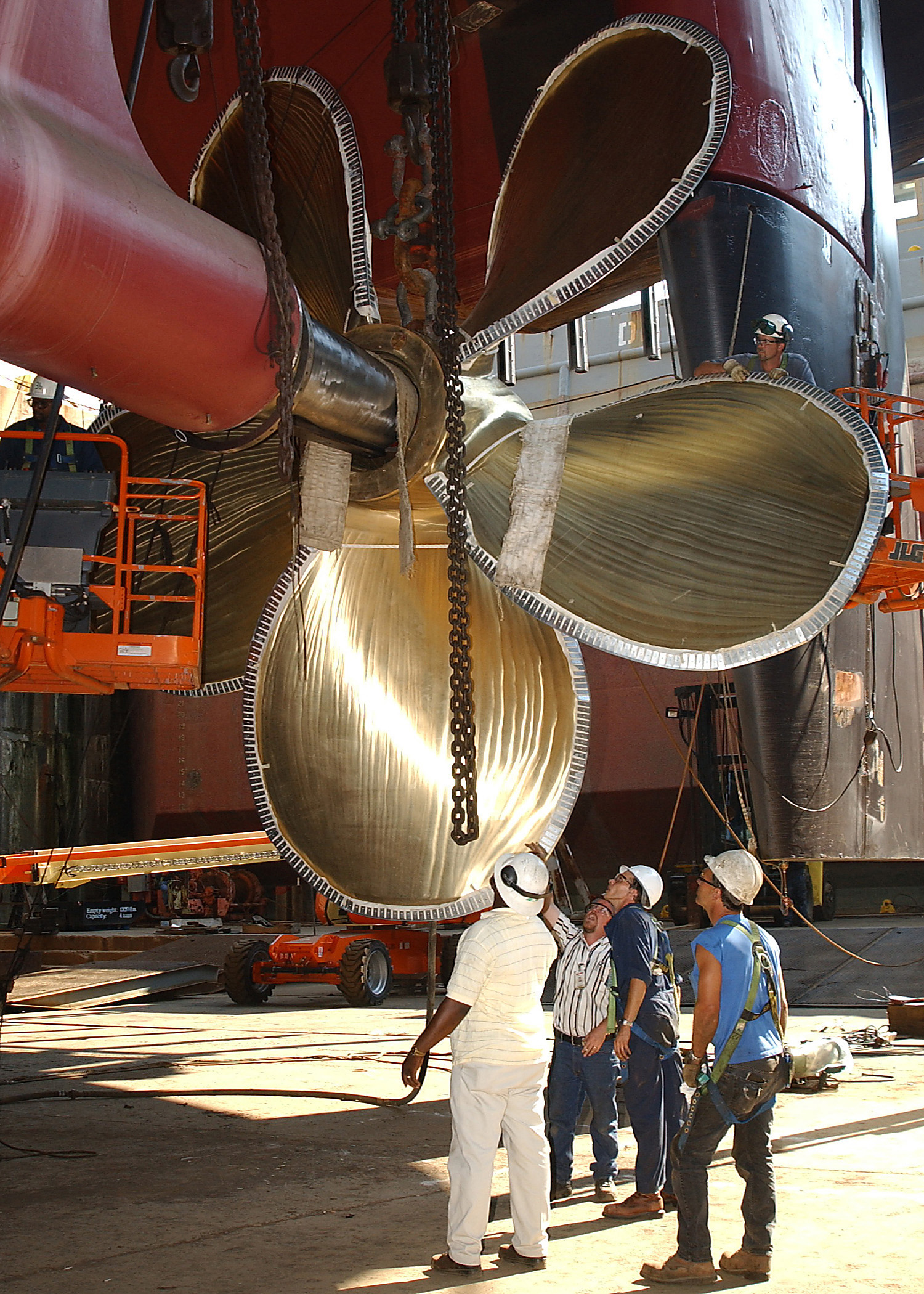
Propeller of Washington

Tất cả tàu của lớp này được trang bị bởi hai lò phản ứng hạt nhân A4W, được bố trí trong
các khoang riêng biệt. Chúng cung cấp năng lượng cho bốn chân vịt, và có thể đạt tốc độ tối đa trên 30 hải lý trên giờ (56 km/h) và công suất tối đa 260.000 bhp (190 MW). Các lò phản ứng tạo ra nhiệt thông qua phản úng hạt nhân làm nóng nước lên. Nước này được thổi qua 4 turbin (sản xuất bởi General Electric) dùng chung bởi cả hai lò phản ứng. Các turbine cung cấp sức đẩy cho 4 chân vịt bằng đồng, mỗi cái có đường kính 25 foot (7,6 m) và nặng 66.000 pound (30 t). Đằng sau các chân vịt là hai bánh lái tàu, cao 29 foot (8,8 m) và dài 22 foot (6,7 m), mỗi bánh nặng 110.000 pound (50 t).  Các tàu lớp Nimitz được đóng kể từ Reagan còn có bulbous bow để cải thiện tốc độ và nâng cao hiệu năng của nhiên liệu bằng cách giảm sức cản thủy lực.  Nhờ sử dụng năng lượng hạt nhân, những tàu này có khả năng hoạt động liên tục trong vòng 20 năm mà không cần phải nạp nhiên liệu, và dự tính sẽ phục vụ trong 50 năm.

### Vũ trang và bảo vệ
Nằm trong phần thêm vào, các tàu mang thêm vũ khí để chống lại máy bay và tên lửa địch. Chúng bao gồm 3 hoặc 4 bệ phóng tên lửa RIM-7 Sea Sparrow để chống máy bay và tên lửa chống hạm, cũng như 3-4 pháo Phalanx CIWS 20mm. Ngoài ra các tàu còn được trang bị mới RIM-116 RAM. Tất cả các tàu đều phải trải qua kì kiểm tra kĩ thuật toàn diện và nạp nhiên liệu (RCOH).

### Sách tham khảo
- Friedman, Norman (1983). U.S. aircraft carriers: an illustrated design history. Annapolis, Maryland: Naval Institute Press. ISBN 978-0870217395.
- Lambeth, Benjamin (2005). American Carrier Air Power At The Dawn Of A New Century. Santa Monica, California: RAND Corporation. ISBN 978-0833038425.
- Polmar, Norman (2004). The Naval Institute guide to the ships and aircraft of the U.S. fleet. Annapolis, Maryland: Naval Institute Press. ISBN 978-1591146858.
- Stevens, Ted (1998). Navy Aircraft Carriers: Cost-effectiveness of Conventionally and Nuclear-powered Carriers: Report to Congressional Requesters. Washington, D.C.: Government Accountability Office. ISBN 1428976647.
- Wertheim, Eric (2007). The Naval Institute Guide to Combat Fleets of the World: Their Ships, Aircraft and Systems. Annapolis, Maryland: Naval Institute Press. ISBN 978-1591149552.